# Penguin Adventure
 (janvier 2015).
Si vous disposez d'ouvrages ou d'articles de référence ou si vous connaissez des sites web de qualité traitant du thème abordé ici, merci de compléter l'article en donnant les références utiles à sa vérifiabilité et en les liant à la section « Notes et références ».
Pour les articles homonymes, voir Penguin.
Penguin Adventure (ou Yumetairiku Adventure 夢大陸アドベンチャー) est un jeu vidéo développé et édité par Konami sur l'ordinateur MSX en 1986. C'est le premier jeu sur lequel ait travaillé le créateur Hideo Kojima, en qualité de directeur assistant.
Il s'agit de la suite d'Antarctic Adventure (1984).
Penguin Adventure mêle jeu d'adresse et course contre-la-montre. Le joueur contrôle un manchot qui court sans cesse pour aller chercher une pomme d'or dans le but de soigner Penko Hime, la princesse des manchots. Le héros, baptisé Pentarou, est devenu une sorte de mascotte pour le MSX.
Penguin Adventure est souvent considéré comme l'un des meilleurs jeux de la plateforme MSX

## Système de jeu
Le joueur doit orienter le personnage pour qu'il perde le moins de temps possible (le manchot courant en continu), les obstacles allant des ennemis de base aux bombes, crevasses, rondins et autres.
L’action se déroule sur un scrolling vertical, le manchot est situé en bas de l'écran et peut se déplacer de gauche à droite et sauter; Toute la difficulté du jeu est basée sur l’anticipation des sauts pour éviter les obstacles ou entrer dans les "crevasses à bonus". L’action du jeu est une succession de courses avec des décors qui changent en fonction des niveaux.
Le héros peut amasser une sorte de pécule, et certaines crevasses sur la route sont en fait des boutiques, des raccourcis, des épreuves ou autres. Les qualités de ce jeu sont sa durée de vie assez longue et son concept novateur.
Comme beaucoup de jeux Konami de cette époque, Penguin Adventure existe en deux versions : japonaise et anglaise.
Sur la version japonaise, certains des aspects du jeu comme l’achat des bonus sont rendus plus difficiles.

## À noter
- Penguin Adventure est sorti sur MSX au format MegaROM (cartouche de 1 Mbit). Sur un MSX permettant d'insérer simultanément deux cartouches, insérer à la fois Penguin Adventure et Nemesis 2 permettait de jouer avec un manchot nageant dans l'espace et lançant des cœurs, à la place du vaisseau spatial et de sa mitraillette.
- Le mot anglais penguin se traduit par manchot en français et non par pingouin comme on le voit souvent.